# Radula reflexa
Radula reflexa är en bladmossart som beskrevs av Nees et Mont.. Radula reflexa ingår i släktet radulor, och familjen Radulaceae. Inga underarter finns listade i Catalogue of Life.